# Бине, Альфред
Альфре́д Бине́ (фр. Alfred Binet; 11 июля 1857 — 18 октября 1911) — французский психолог, доктор медицины и права Парижского университета, основатель первой во Франции Лаборатории экспериментальной психологии. Стремился утвердить объективный метод исследования в психологии.

## Биография
Альфред Бине, единственный сын врача и художницы, родился в Ницце — 11 июля 1857 года. Окончил юридическую школу в Париже в 1878 году. Уже во время обучения в высшей юридической школе Бине заинтересовался психологией. 
Затем изучал естественные науки в Сорбонне.   С 1883 по 1889 годы работал исследователем в неврологической клинике Сальпетриер у психиатра Жана Мартена Шарко. Бине под влиянием идей Шарко позже многие годы занимался изучением природы гипноза и его возможностей.  В 1889 году он принимает деятельное участие в создании при Высшей практической школе (Ecole Pratique des Hautes Etudes) в Париже психологического кабинета, где работает помощником директора.
По заказу в 1899 году от Общества по изучению психологии ребёнка, ставившая целью найти простые методы тестового характера, Бине, интересовавшийся широким кругом психологических проблем, со временем всё большее внимание стал уделять проблемам детской и педагогической психологии. Трёхлетние наблюдения над учащимися начальной школы и над двумя собственными дочерьми  — Маргаритой и Армандой, легли в основу его труда «Экспериментальное изучение интеллекта» (1903). Известен, прежде всего, как составитель (совместно с Т. Симоном в 1903 году) первого практического психологического теста для диагностики детей с задержкой умственного развития, называвшегося «шкала умственного развития Бине — Симона» (аналога современного IQ-теста). По числу заданий, которые решил ребёнок, вычислялся возраст его интеллектуального развития. Задания в шкалах Бине были сгруппированы по возрастам (от 3 до 13 лет). Позднее в 1916 шкала Бине — Симона была переработана Л. Терменом в «шкалу интеллекта Стэнфорд — Бине» (англ. «Stanford-Binet Intelligence Scale»).
Альфреду Бине также принадлежит первое исследование в области психологии шахмат (1894). Он изучал игру вслепую и пришёл к выводу, что зрительные представления шахматиста носят преимущественно смысловой характер. Так, например, некоторые мастера не могли сразу ответить на вопрос о цвете той или иной клетки на доске, а вначале мысленно соотносили её положение с одной из запомнившихся им клеток по цвету. Однако сам Бине не очень разбирался в тонкостях шахматной игры, поверив заявлению одного из испытуемых, что тот может рассчитывать на 500 ходов вперёд.
Бине неоднократно сотрудничал с драматургом парижского театра Гран-Гиньоль — Андре де Лордом (1869—1942). Совместно Бине и де Лорд написали пять пьес (1905—1915 гг.), которые исследователи окрестили «медицинским театром». Альфреду Бине поручалось обследование персонажей — в большинстве случаев сумасшедших — с точным описанием болезней, сути психических отклонений. Кроме того, драматург консультировался с ним по поводу достоверности изображаемых обстоятельств, поведения персонажей на сцене, различных психических отклонений и т. д.
Всего Бине написал более 200 книг, статей и обзоров по экспериментальной психологии, психологии образования, психологии развития и дифференциальной психологии.

## Научные публикации
Приведены оригинальные названия.
- «La psychologie du raisonment; Recherches expérimentales par l’hypnotisme» (1886)
- «Perception intérieure» (1887)
- «Études des psychologie expérimentale» (1888)
- «Les altérations de la personnalité» (1892)
- «Introduction à la psychologie expérimentale» (в соавторстве, 1894)
- «On Double Consciousness» (1896)
- «La fatigue intellectuelle» (в соавторстве, 1898)
- «La Suggestibilité» (1900)
- «L'étude expérimentale de l’intelligence» (1903)
- «L'âme et la corps» (1905)
- «Les révélations de lécritique d’après un contrôle scientifique» (1906)
- «Les enfants anormaux» (в соавторстве, 1907)
- «Les idées sur les enfants» (1900)

### Русские переводы
- Совм. с Ш. Фере. Животный магнетизм = Le magnétisme animal. — СПб.: Изд. А. С. Суворина, 1890. — VIII, 408 с.